# Capricciosa
Pour plus de détails, voir Fiche technique et Distribution.
Capricciosa (Wild Oranges) est un film américain réalisé par King Vidor, sorti en 1924.

## Synopsis
Rongé par la culpabilité depuis que sa jeune épouse a été tuée en tombant d'une voiture qu'il conduisait, John Woolfolk cherche l'oubli loin de Boston en vivant dans son voilier avec son cuisinier, Paul Halvard, comme seul compagnon.
Trois ans plus tard, la vue d'un manoir décrépi et l'odeur des lauriers roses et des orangers sauvages l'attirent vers une île au large de la côte de Géorgie, à la recherche d'eau fraîche. Il y rencontre Millie Stope et son grand-père, Litchfield Stope, qui sont maintenus dans la terreur par Nicholas, un meurtrier en cavale qui est le seul autre habitant de l'île. Nicholas, qui a des vues sur Millie, essaie de faire peur aux étrangers en détruisant le tonneau qu'ils avaient apporté à terre pour faire provision d'eau.
Bien qu'il ait essayé de résister à son attraction pour Millie, John devient bientôt amoureux d'elle mais la peur d'une autre relation le pousse à quitter l'île. Plus il s'en éloigne, plus il pense à Millie, et il fait bientôt demi-tour avec son bateau. À terre, il lui avoue son amour et ils décident de quitter l'île avec le grand-père. Ils doivent se retrouver sur le dock à huit heures. Ce soir-là, alors que Millie et Litchfield se préparent à partir, Nicholas, fou de jalousie, prie Millie de l'épouser et prévient qu'il ne sera pas responsable de ses actes si elle refuse. Bien que Millie essaye de garder Nicholas hors du lieu où elle et son grand-père sa cachent, Nicholas fracasse la porte et dans la bagarre tue Litchfield. Millie essaye de le garder à distance avec un revolver, mais il la désarme. Pendant ce temps, John devient inquiet de l'absence de Millie et se rend chez elle. Il découvre le corps de Litchfield, se rend à l'étage et découvre Millie attachée à un lit. John se bat avec le fou et, l'ayant battu, s'échappe avec Millie vers son yacht. Nicholas les suit sur le rivage, tire avec le revolver qu'il a retrouvé, blessant Paul. Nicholas est finalement tué par un chien féroce qui a cassé sa laisse et qui l'attaque à la gorge. Malgré la marée basse, John arrive à manœuvrer le bateau avec Millie à la barre. Le lendemain matin, alors que Paul récupère de ses blessures, John et Millie envisagent de vivre ensemble.

## Fiche technique
- Titre original : Wild Oranges
- Titre français : Capricciosa
- Réalisation : King Vidor
- Scénario : King Vidor d'après le roman Wild Oranges de Joseph Hergesheimer
- Photographie : John W. Boyle
- Costumes : Sophie Wachner
- Décors : Cedric Gibbons
- Montage : June Mathis
- Société de production : Goldwyn Producing Corporation
- Société de distribution : Goldwyn Distributing Corporation
- Pays de production :  États-Unis
- Langue originale : anglais
- Format : Noir et blanc - 35 mm - 1,37:1 - Muet
- Genre : Drame
- Durée : 76 minutes (7 bobines)
- Dates de sortie : 
  - États-Unis : 20 janvier 1924

## Distribution
- Virginia Valli : Millie Stope
- Frank Mayo : John Woolfolk
- Ford Sterling : Paul Halvard
- Nigel De Brulier : Lichtfield Stope
- Charles A. Post : Iscah Nicholas
- James Kirkwood[1]